# غراتشيوفكا
غراتشيوفكا (بالروسية: Грачёвка) هي مدينة في مقاطعة أورنبرغ أوبلاست في روسيا. يبلغ عدد سكانها حوالي 6348 نسمة.